# Szöuli Fővárosi Terület
Szöul Fővárosi Terület (hangul: 수도권, szudogvon, handzsa: 首都圈, RR: sudogwon, ’fővárosi körzet’) Dél-Korea egyik régiója, mely Szöul és Incshon (Incheon) városát, valamint Kjonggi (Gyeonggi) tartományt foglalja magába. A régió Dél-Korea legsűrűbben lakott területe, az ország lakosságának 49%-a él itt. Itt található az ország két legnagyobb reptere, az Incshoni (Incheoni) repülőtér és a Kimpho (Gimpo) repülőtér. A terület jó részét a szöuli metró és az incshoni metró is kiszolgálja.

## Népesség
| 2016 | 24 105 000 |